# Noël Bauldeweijn
Pour les articles homonymes, voir Baldwyn (homonymie) et Baudouin.
Noël Bauldeweijn est un compositeur né vers 1480, mort à Anvers en 1530. Son nom connaît plusieurs autres graphies : Baudouin, Balduin, Bauldeweyn, Baldwyn et Baldwijn. Son prénom est soit Noël, Nouel ou Natalis.
Il fut maître de musique du jubé de la chapelle de la Sainte-Vierge, à la collégiale de Notre-Dame d'Anvers.